# Directeur de l'information
Ne doit pas être confondu avec Rédacteur en chef ou Directeur des systèmes d'information.
Un directeur de l'information (en anglais : news director), ou parfois directeur des nouvelles ou directeur de la rédaction, est, dans une chaîne de télévision ou un journal, le responsable du service des actualités.
Selon la taille de la structure, il est généralement responsable de l'ensemble du personnel de presse, y compris les journalistes, les présentateurs des journaux, les photographes, les rédacteurs, les producteurs de télévision et d'autres membres du personnel technique.